# Franziskanerkloster Gransee

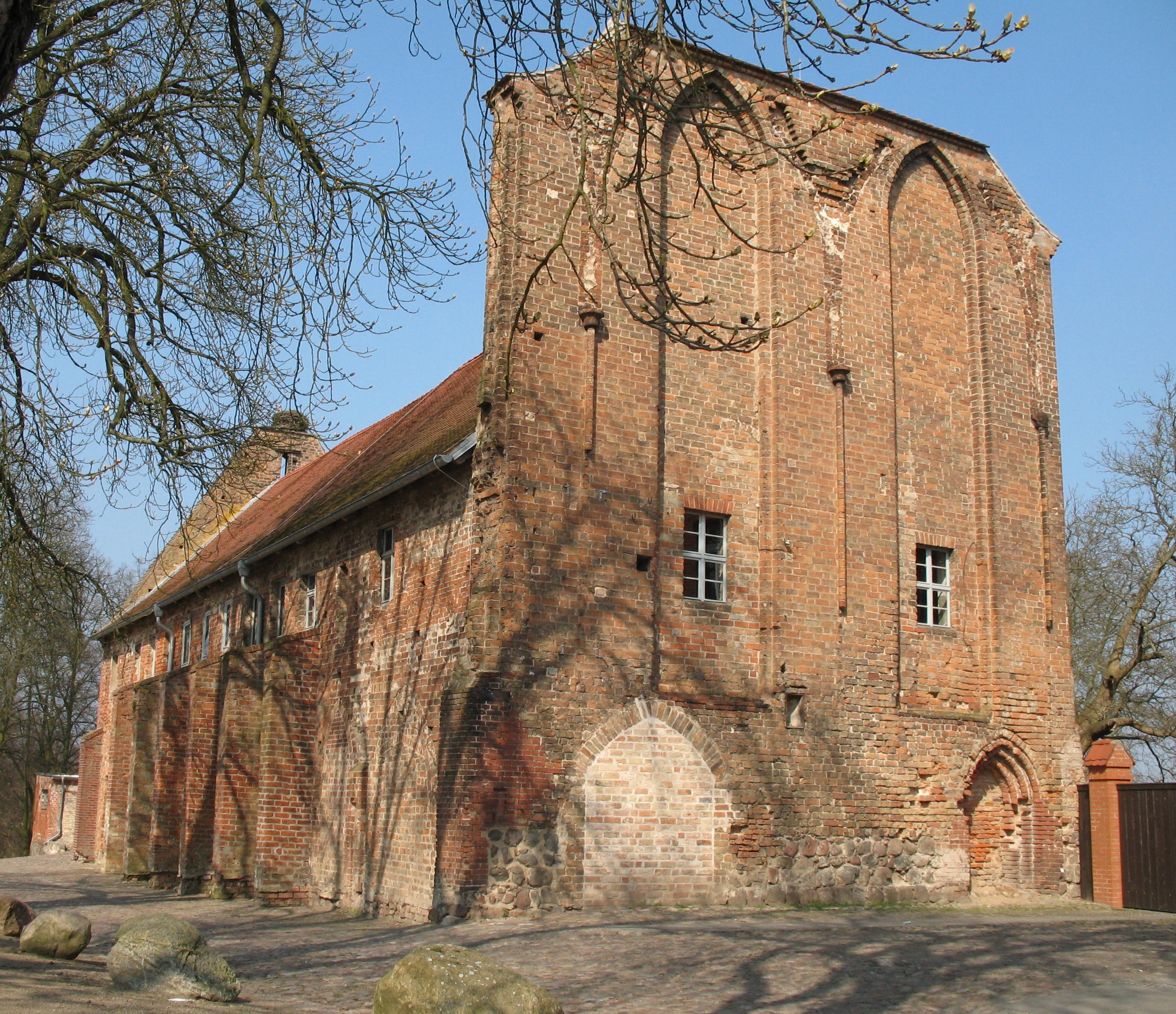
Ostflügel des Klosters mit einem Rest von Kirchenmauer und Portal zur Klausur

Das Franziskanerkloster Gransee war ein Kloster der Franziskaner in der Stadt Gransee und bestand von etwa 1270/1280 bis um die Mitte des 16. Jahrhunderts. Von den Klostergebäuden ist noch der östliche Klausurflügel mit dem Kreuzgang erhalten, der bis in die 1960er-Jahre als Schule genutzt wurde. Er befindet sich am heutigen Klosterplatz/Klosterstraße und ist als Nr. 09165333 in die Liste der Denkmale in Brandenburg eingetragen.

## Geschichte
Der 1210 gegründete Franziskanerorden breitete sich im 13. Jahrhundert in Deutschland schnell bis zur Ostsee aus und bevorzugte für seine Niederlassungen die Städte. Um 1250 wurden Klöster in Berlin und Stralsund gegründet. In Gransee, das 1262 Stadtrecht erhielt, bauten die Franziskaner – wegen der Farbe ihres Habits auch „Graue Mönche“ genannt – um 1270 oder 1280 eine Kirche und ein Kloster im Norden der Stadt. Urkundlich erwähnt werden sie erstmals 1302 als „Fratres minores in Granzoge“ (Minderbrüder in Gransee). Das Kloster lag im Bistum Havelberg und gehörte zur Kustodie Brandenburg der Sächsischen Franziskanerprovinz. Es genoss die Unterstützung der Landesherren, der Grafen von Lindow-Ruppin, von wo sie letztmals 1524 eine Zuwendung von 20 Gulden erhielten. Vor 1503 nahm der Konvent im Rahmen der Auseinandersetzungen im Orden um die Observanz die Martinianischen Konstitutionen an, eine mittlere Linie bei der Verfolgung des franziskanischen Armutsideals.

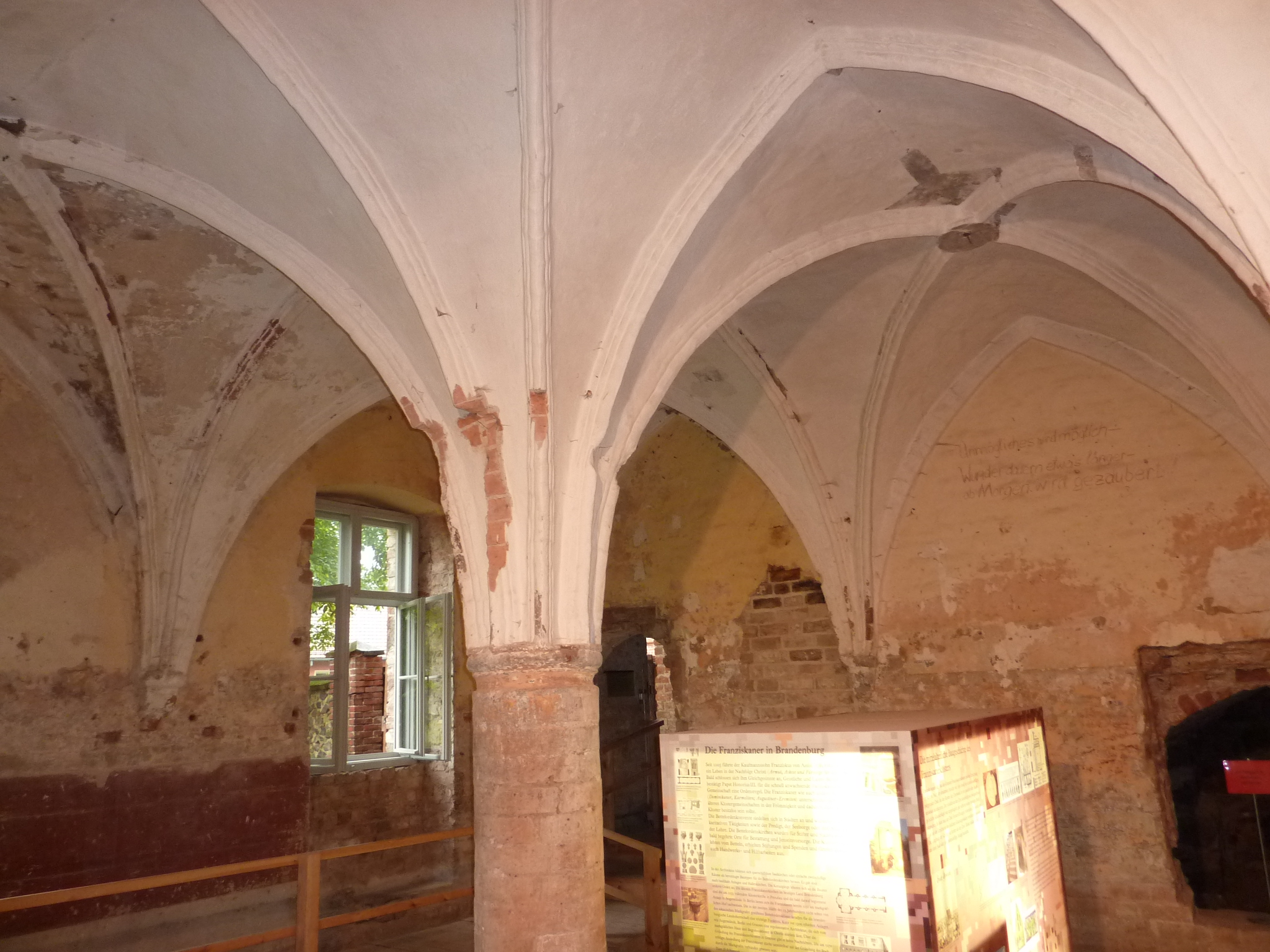
Inneres des erhaltenen Gebäudeteils mit Kreuzrippengewölbe auf Rundpfeilern (2012)

Die Kirche wurde aus Backsteinen im gotischen Stil erbaut. Nach Ansicht einiger Fachleute war es eine einschiffige Kirche, nach anderer Ansicht eine dreischiffige Hallenkirche mit einschiffigem Langchor. Das Kloster schloss zunächst mit seinem Ostflügel, einem gestreckten zweigeschossigen Backsteinbau mit Satteldach, nördlich an den Chor der Kirche an. Im Erdgeschoss befand sich die Sakristei, darüber das Dormitorium. Im 14. Jahrhundert wurden der Ostflügel und zusätzlich der Westflügel, verbunden mit einem Kreuzgang, fertiggestellt. Um 1330 wurde nördlich entlang des Klosters die Stadtmauer errichtet. Der Konvent mit einem großen Garten lag jetzt geschützt zwischen Kirche und Stadtmauer. Das ansehnliche Anwesen wurde später „Prälathof“ genannt.
Als infolge der Reformation die Mark Brandenburg protestantisch wurde und die Klöster auf zunehmende Ablehnung stießen, verkauften die Ordensleute 1541 – später als in anderen Städten – die Klosteranlage an die Stadt Gransee. Der letzte verbliebene Franziskaner, der Guardian des Klosters, starb 1561, und das Kloster in Gransee erlosch. Auf Geheiß von Kurfürst Joachim II. wurden die Gebäude von der Stadt erhalten und zu einer Schule umgebaut, die bis 1963 bestand. Im „Fürstensaal“ des Klosters fanden gelegentlich reformierte Gottesdienste statt, in einem anderen Teil des Gebäudes wohnte zeitweilig der protestantische Pfarrer.
Ein Stadtbrand zerstörte 1604 die Klosterkirche, ein weiterer Brand 1711 den westlichen Flügel und den Kreuzgang. Die Überreste wurden zum Bau eines neuen Rathauses verwertet, der weniger beschädigte Ostflügel wurde als Schulgebäude wiederhergestellt und umgebaut. Das Gartengelände des Klosters, „Stadthof“ genannt, wurde für Landwirtschaft und Viehzucht genutzt. Seit dem Ende des Schulbetriebs 1963 diente das erhaltene Gebäude als Lager und ist nur im Rahmen von Führungen und bei gelegentlichen Ausstellungen öffentlich zugänglich.